# Joseph Zobel
Pour les articles homonymes, voir Zobel.
Joseph Zobel, né le 26 avril 1915 à Rivière-Salée (Martinique) et mort le 17 juin 2006 à Alès (Gard), est un romancier et un poète français martiniquais, considéré comme l'un des auteurs les plus significatifs de la littérature antillaise. Né dans un foyer très modeste, il tire de son enfance un roman, La Rue Cases-Nègres, qui reçoit le prix Lange de l’Académie française en 1954 et qui est porté à l'écran par Euzhan Palcy en 1982.
En 1994, le prix littéraire Frantz Fanon lui est décerné pour son recueil de poèmes D'amour et de silence.

## Biographie

### Les débuts littéraires
Élève brillant, soutenu par l'amour inconditionnel de sa grand-mère et aussi de sa mère Delia qui est forcée de travailler comme nourrice dans une famille de Békés de Fort-de-France (la riche famille créole blanche Des Grottes), le jeune Joseph Zobel obtient une bourse modeste lui permettant de poursuivre ses études jusqu'au baccalauréat. Lycéen, il quitte Petit-Bourg (village de Rivière-Salée) pour rejoindre sa mère, Man Delia, à Fort-de-France.
Bachelier, il rêve d'études d'architecture à Paris, mais aucune bourse ne lui est accordée, alors que ses ressources sont inexistantes. Un premier emploi au service des Ponts et Chaussées le fait vivre dans les communes du Diamant et de Saint-Esprit, au Sud de la Martinique. Au contact des pêcheurs du Diamant, il découvre un mode de vie différent, quoique empreint des valeurs du monde rural qu'il a connu à l'intérieur des terres.
La Seconde Guerre mondiale, imposant un blocus aux Antilles Françaises, interdit tout projet de départ vers l’hexagone. Joseph Zobel travaille alors comme aspirant répétiteur puis maître d’internat au lycée Schœlcher. Les aspirations artistiques de Joseph Zobel trouvent à s’exprimer dans quelques nouvelles qu’il fait lire à ses amis. Un professeur d'éducation physique et sportive portera les textes au journal Le Sportif, qui les publiera avec un certain succès populaire. Le public martiniquais apprécie que, pour la première fois, un auteur mette en scène ses us et coutumes, sans pour autant céder à un exotisme facile. Joseph Zobel s’inscrit alors dans le courant de la littérature régionaliste ou « de terroir ».
Aimé Césaire, jeune agrégé de lettres enseignant dans le même lycée, apprécie les premières nouvelles de Zobel et l'encourage à écrire un roman. S'inspirant de son expérience dans le village de pêcheurs du Diamant, Joseph Zobel écrit en 1942 Diab'-là, l'histoire d'un paysan qui décide de conquérir sa liberté par le travail de la terre, auprès d'une communauté de pêcheurs dont il partage la vie. La Martinique étant gouvernée par l'Amiral Robert, représentant autoritariste du Gouvernement de Vichy, le roman est censuré et n'est publié qu'en 1947.

### Départ vers l'Hexagone et carrière littéraire
Profitant d'un congé administratif, Joseph Zobel rejoint Paris en 1946 pour reprendre ses études. Suivant des cours de littérature, d'art dramatique et d'ethnologie à la Sorbonne, il est en même temps professeur adjoint au lycée François-Ier de Fontainebleau.
Installé à Fontainebleau avec son épouse et ses trois enfants, Joseph Zobel consacre les années 1950 à une activité littéraire intense. Il publie des  romans, notamment  Les Jours immobiles, La Fête à Paris, et écrit des poèmes qu'il déclame dans divers festivals en France, en Suisse et en Italie. Mais surtout, il met à profit ses souvenirs d'enfance pour en extraire la matière d'une de ses principales œuvres, La Rue Cases-Nègres, publiée pour la première fois en 1950. Il recourt dans cette œuvre à un duo idéal : l’enfant, qui n'a pas encore une grande expérience du monde, et la grand-mère, expérimentée mais qui tente d'adoucir les angles. Le résultat est un témoignage, très rare à l'époque, sur la communauté noire antillaise. Les éditions Albin Michel refusent le manuscrit en raison de l'usage de tournures inspirées du créole dans le texte. C'est Alioune Diop qui édite finalement La Rue Cases-Nègres dans sa maison d'édition, toute récente, Présence africaine. Le roman fait date en France, et sur le continent africain,.

### L'expérience africaine
En 1957, porté par son désir de connaître l'Afrique, Joseph Zobel profite de ses nombreuses relations parmi les Sénégalais de Paris et est recruté par le Ministre sénégalais de l'Éducation, Amadou Matar M'bow, comme directeur du collège de Ziguinchor (actuellement Lycée Djignabo) en Casamance. Installé finalement à Dakar comme surveillant général du lycée Van Vollenhoven, il devient quelques années plus tard producteur d'émissions éducatives et culturelles à la Radio du Sénégal, dont il crée le service culturel. Les émissions de Joseph Zobel sont écoutées dans toute l'Afrique Occidentale francophone. Quelques anecdotes de cette vie à Dakar sont relatées dans les recueils de nouvelles Mas Badara (1983) et Et si la mer n'était pas bleue (1982).

### La retraite, dernières publications
Installé dans le village de Générargues (proche d'Anduze, dans le Gard) depuis sa retraite en 1974, Joseph Zobel poursuit son travail littéraire de façon originale en réécrivant ses romans : Les Jours immobiles devenant Les Mains pleines d'oiseaux et La Fête à Paris devenant Quand la neige aura fondu.
En 1995, Joseph Zobel publie à compte d'auteur D'Amour et de Silence, un livre d'art combinant poèmes inédits, extraits de son journal personnel et aquarelles. Les deux derniers livres de Joseph Zobel ont été publiés en 2002 : Gertal et autres nouvelles rassemble cinq nouvelles inédites et des extraits de son journal, tenu de 1946 à 2002 ; Le Soleil m'a dit rassemble son œuvre poétique complète.

## Importance littéraire
Joseph Zobel ne semble pas avoir reçu des milieux universitaires et littéraires l'attention réservée aux auteurs du mouvement de la Créolité (Patrick Chamoiseau, Raphaël Confiant, Ernest Pépin et Jean Bernabé).
Cependant, une analyse objective des thèmes et des procédés de ses premières œuvres révèle pourtant qu'il peut être identifié comme un des précurseurs de la Créolité, d'une part du fait de la simple vertu de son projet d'expression de l'âme populaire martiniquaise, et d'autre part par certains procédés de langage apparaissant dans Diab'la et La Rue Cases-Nègres.
Un exemple de ce fait est le prologue du roman Diab'la (1942), qui se présente comme une conversation ou une ébauche de narration orale. Le procédé empruntant tant à la littérature écrite qu'à l'oralité créole est marqué au coin de ce que les promoteurs de la Créolité appellent « oraliture ».
Par ailleurs, si l'originalité de certaines tournures, inspirées du Créole, a empêché que son roman La Rue Case Nègres ne soit publié en 1950 aux Éditions Albin Michel, les versions successives du texte ont atténué le parti pris originel.
Écrivant dans une langue de facture classique, Joseph Zobel a su donner à ses textes une puissance d'évocation qui explique que ses romans soient aujourd'hui considérés comme des classiques de la littérature martiniquaise.

## Œuvres
| Année          | Titre                                                                                  |  |
| -------------- | -------------------------------------------------------------------------------------- |  |
| Romans         |                                                                                        |  |
| 1946           | Les Jours immobiles (Fort-de-France: Imprimerie officielle)                            |  |
| 1947           | Diab'-là (Paris: Nouvelles Éditions Latines)                                           |  |
| 1950           | La Rue Cases-Nègres (Paris: J.Froissard) (présence africaine)                          |  |
| 1952           | La Fête à Paris (Paris: La Table Ronde)                                                |  |
| 1978           | Les Mains pleines d'oiseaux (Paris: Nouvelles Éditions Latines)                        |  |
| 1979           | Quand la neige aura fondu (Paris: Nouvelles Éditions Latines)                          |  |
| Nouvelles      |                                                                                        |  |
| 1946/1978/1996 | Laghia de la Mort (Fort-de-France: Imprimerie Officielle / Paris: Présence Africaine)  |  |
| 1964/1984      | Le Soleil Partagé (Paris: Présence Africaine)                                          |  |
| 1982           | Et si la mer n'était pas bleue (Paris: Éditions caribéennes)                           |  |
| 1983           | Mas Badara (Paris: Nouvelles Éditions Latines)                                         |  |
| 2002           | Gertal et autres Nouvelles - Suivi de Journal 1946-2002 (Matoury: Ibis Rouge Éditions) |  |
| Poésie         |                                                                                        |  |
| 2002           | Le Soleil m'a dit. Œuvre poétique (Matoury: Ibis Rouge Éditions)                       |  |

## Hommage
Le 14 avril 2000, le lycée polyvalent de Rivière-Salée est renommé en son honneur.

### Filmographie
- Joseph Zobel : « d'amour et de silence », réalisé par Kamel Kezadri, Bibliothèque publique d'information, Paris, 2010, 52 min.
- Ville, pays, art, spécial Martinique, réalisé par Fabrice Michelin, France, 2018, Arte France, présentation en ligne.